# T.V. Kaiser
T. V. Kaiser – die Talkshow, wo voll gut ist war eine Parodie auf Talkshows, die auf RTL von 1996 bis 1999 ausgestrahlt wurde (sechs Staffeln zu 13 Folgen). Die Rollen der Gäste wurden von Schauspielern dargestellt. Die Sendungen wurden im deutschen Fernsehen noch bis Juni 2009 regelmäßig als Wiederholungen auf Super RTL gezeigt.

## Handlung
Moderator war Tillmann-Volker Kaiser (Martin Zuhr), sein Assistent war Marco Mommsen (Michael Dierks), der in mehreren Rollen auftrat (Verkäufer, Reporter, Sänger, Pausenclown oder technischer Assistent).
In der ersten Staffel war Dr. Stefan Walther (Klaus Prangenberg) ständiger Experte im Studio. Mirjam Wiesemann verkörperte Kaisers jung-dynamische Managerin Beatrice Ratinger alias Trixxy und Helga Brenner die Mutter des Showmasters, die ihrem Sohn in den Werbepausen mit Rat und Tat zur Seite stand. Die Talk-Gäste wurden in dieser ersten Staffel von einem festen Ensemble dargestellt, das aus den acht Schauspielern Jacqueline Kiskerie, Anna Loos, Doris Plenert, Irene Rindje, Christoph Hilger, Christian König, Martin Quilitz und Georg Alfred Wittner bestand. Ab der zweiten Staffel wurde keine Rahmenhandlung hinter den Kulissen mehr gezeigt, und die Talk-Gäste wurden von wechselnden Schauspielern dargestellt.
Die Drehbücher der Talkshowparodie stammen von Anneka Hoefer, Michael Gärtner, Michael Koslar, Iris Kobler, Michael Gebhart und anderen Autoren.
Zwischen 1997 und 1999 veröffentlichte das deutsche MAD-Magazin in mehreren Ausgaben Comic-Versionen von T.V. Kaiser. Diese entstanden in Kooperation mit RTL, wobei die Autoren von T.V. Kaiser auch bei den Texten des Comicablegers mitwirkten. 1998 erschien das Buch Das Beste aus T.V.-Kaiser beim Dino Verlag.

## Themen der Sendungen
| 1. Frauenhandel: Das schmutzige Geschäft mit Mädchen aus dem Katalog oder Wo es sie gibt, was sie kosten, und wie kann ich sie wieder umtauschen? 2. Mein Kind ist Fan oder Die Boyzone liegt nicht im Osten 3. Wiedergeburt oder Hoppla, da bin ich wieder! 4. Besessen von der Liebe oder Ich weiß nicht, welcher Teufel mich gerade reitet 5. Schönheitschirurgie: Geschnitten oder am Stück oder Darf’s ein bisschen mehr sein? 6. Ich suche einen Partner oder Einsamkeit macht einsam 7. Keine Zeit für die Liebe oder Mein Kind heißt Quickie 8. Ich will mehr aus meinem Typ machen oder Wie kann ich mich anziehend anziehen? 9. Toll, ich bin schwanger! oder Hey Taxifahrer, können Sie nicht ein bisschen schneller fahren? 10. Mein Mann geht fremd oder Prima, dann habe ich endlich Zeit für meinen Liebhaber! 11. Wenn das Hobby zur Sucht wird oder Ich schlafe mit meiner Modelleisenbahn 12. Sexwellen aus dem All oder Was ist dran am Schwarzen Loch? 13. Weihnachten, das Fest der Liebe oder Wie fest ist Weihnachten die Liebe? 1. Lebenshilfe oder Was Sie einfach wissen sollten 2. Ich habe ein Geheimnis oder Nach der Sendung habe ich keins mehr 3. Impotenz oder Hilfe, mein Mann leidet am Gegenteil 4. Altersunterschiede bei Paaren oder Hilfe, mein Schwiegersohn ist älter als ich 5. Liebe im Urlaub oder Ich habe den Ballermann meines Lebens getroffen 6. Frauen am Steuer oder Grüner wird’s nicht! 7. Mein Kind versteht mich nicht mehr oder Nerv’ mich nicht, Mutter! 8. Liebe auf den ersten Blick oder Mit Brille wär’ das nicht passiert 9. Beamte sind auch nur Menschen oder doch nicht? 10. Dreiecksbeziehungen oder Ob das wohl gut geht? 11. Ich tu’s nie wieder oder Höchstens noch einmal 12. Ich habe eine Überraschung oder Da bist du platt 13. Hilfe, mein Mann ist ein Versager oder Ich beweis dir das Gegenteil 1. T.V. Kaiser Spezial oder Gut, dass ich in der Sendung war 2. Meine Schönheit ist mein Kapital – Miss Gunst 1997 3. Streit unter Nachbarn oder Wer hat hier eigentlich den Dachschaden? 4. Urlaub getrennt oder Im nächsten Jahr wird alles anders 5. So wird Sex schöner oder Lass’ den Tiger aus dem Tank! 6. Ich will ein neuer Mensch werden oder Denk’ positiv! 7. Frauen im Sport 8. Vom Schicksal getrennt oder Wiedersehen macht Freude 9. Blitzhochzeit oder Wie sag’ ich’s meinen Eltern? 10. Ballermann-Fieber ’97 oder Hau wech den Eimer! 11. Männer im Haushalt oder Liebling, die Küche brennt! 12. Liebe auf Distanz oder Wie sieht meine Frau nochmal aus? 13. Skifahren für Anfänger oder Wo gibt’s die attraktivsten Skilehrer? | 1. Macht T.V. Kaiser blöd? oder Best of T.V. Kaiser 2. Partnertausch oder Kann ich bitte meine Frau wiederhaben? 3. Ärger mit dem Ex oder Was hat er, was ich nicht hab’? 4. Für meine Schönheit tue ich alles oder Schatz, dauert noch ’ne Minute 5. Heute sage ich dir, dass ich dich liebe oder Auf dem Klo gibt’s keine Blumensträuße 6. Frauen und Technik oder Betrogen auf der Hebebühne 7. Familienplanung heute oder Ich will ein Kind, aber nicht von meinem Mann! 8. Hilfe, mein Verlobter ist verheiratet oder Schatz, das ist nicht so wie du denkst! 9. One-Night-Stands oder Morgen, wie war nochmal dein Name? 10. Krieg der Schwestern oder Pfoten weg von meinem Mann! 11. Hurra, ich habe einen Sechser im Lotto oder Der Schein trügt manchmal 12. Callgirls packen aus oder Meine Eltern werden vielleicht Augen machen 13. Der Ball ist rund oder Schatz, du musst es verstehen, ich bin Fußballfan! 1. Das Schlimmste aus T.V. Kaiser oder Hilfe, ich habe einen dicken Sack 2. Ordnung muss sein oder Wer aufräumt, hat ein schlechtes Gedächtnis! 3. Hilf mir, T.V. Kaiser, meine Freundin ist weg 4. Stressmühle Autobahn oder Mich überholt nur mein Schatten 5. Verschwinde endlich aus meinem Leben! 6. Deine Eifersucht macht mich krank oder Frauen schlagen zurück! 7. Halleluja, ich bin ein Sexgott oder Beim ersten Mal war alles anders! 8. Hier ist Ihr Herzblatt 9. Liebe hinter Gittern oder Du lässt mich nicht sitzen! 10. Der Traum von der ewigen Jugend oder Mein Gott, siehst du alt aus! 11. Macht Körperschmuck sexy? oder Im Leben geht auch mal ein Stich daneben 12. Die große Liebe oder Für dich tue ich alles – theoretisch! 13. Hurra, ich bin pervers! 1. Best of 5. Staffel 2. Ich will meine Ehe retten und wenn’s geht auch meine Haut 3. Hau ab, Du stiehlst mir die Show – Mobbing auf dem Rummel 4. Ich bin so endgeil auf meinen Boygroupsänger 5. Ich will die Freundin meines Freundes 6. Mutter, hau endlich ab! 7. Ich will das Baby 2000 8. Ich bin dümmer als ich dachte 9. Hilfe, meine Frau ist talkshowsüchtig 10. Hilfe! Meine Frau schläft mit meiner Schwester 11. Hör auf, Du machst unsere Familie kaputt! 12. Mach Dich endlich nackich, Du Sau 13. Hilf mir, T.V., ich möchte ein Star werden |